# António Augusto de Seixas
António Augusto de Seixas Araújo (Montalegre, 1891-Sines, 1958) va ser un militar portuguès del segle xx, que va cobrar protagonisme durant la Guerra Civil Espanyola quan, desobeint ordres superiors, va albergar en un improvisat camp de refugiats, i sota la seva responsabilitat, 411 extremenys que fugien de la repressió franquista.

## Formació
A les ordres del seu amic el general Ribeiro de Carvalho, va formar part de les forces que es van oposar al cop d'estat de Sidónio Pais en 1917, resultant ferit a Chaves.
Va ingressar en la Guarda Fiscal, convertint-se en expert en litigis duaners, exercint a zones com el riu Miño o la regió d'Alentejo. En 1935 va ser nomenat cavaller de l'Orde d'Avís. En 1936 és tinent de la Guarda Fiscal a Safara, en la frontera amb Espanya.

## Guerra Civil Espanyola
Amb l'avanç per Extremadura de l'Exèrcit Expedicionari d'Àfrica que intentava comunicar els cossos d'exèrcits nord i sud del bàndol revoltat, es van produir terribles episodis de repressió i massacres perpetrats contra la població civil a la regió extremenya en localitats com Almendralejo, Mèrida i Zafra sent especialment cèlebre la produïda a Badajoz a l'agost de 1936. Aquest fet va provocar que milers de persones, especialment camperols, emprenguessin una penosa fugida cap a la frontera portuguesa, buscant refugi al país veí. Però la majoria d'ells eren retornats a Espanya pel govern de António de Oliveira Salazar, afí al bàndol franquista, i afusellats.
Així, sobre el 20 de setembre una columna d'unes 1.000 persones procedents de les últimes comarques que encara no havien estat preses pels revoltats, en zones com Oliva de la Frontera, Jerez de los Caballeros i Villanueva del Fresno, van emprendre la fugida cap a Portugal, travessant el riu Ardila.
La frontera en aquesta zona estava vigilada des d'agost pel Regiment d'Infanteria de Beja, la Guarda Nacional Republicana, una brigada de la Policia de Vigilància i de Defensa de l'Estat i per la Guàrdia Fiscal. El Tinent António Augusto de Seixas, comandant de la Guàrdia Fiscal de Safara era el responsable de les operacions sobre el terreny.
Els tinents Augusto de Seixas i Oliveira Soares van permetre als refugiats, amb permís de les autoritats, depassar la frontera i establir-se en territori portuguès, fent front als seus perseguidors. Les 616 persones van ser conduïdes fins a Barrancos, i situades al camp de refugiats de Coitadinha. Però l'afluència de refugiats va continuar i Seixas, pel seu compte i risc, va organitzar clandestinament un segon camp, el de Russianas. Allí, amb l'ajuda de Seixas i la solidaritat dels habitants de Barrancos, 411 refugiats van sobreviure esperant un desenllaç.
A l'octubre de 1936, després de negociacions entre el govern republicà i el d'Oliveira Salazar, el mandatari portuguès va permetre la repatriació a zona republicana dels refugiats al seu país. Durant l'embarcament al Nyassa a Lisboa, va ser descobert el camp de Seixas (qui va aconseguir traslladar als refugiats del camp de Russianas amb els del de Coitadinha per aconseguir la seva tornada a Espanya) en comptabilitzar-se 1.020 refugiats quan el Govern de Salazar només tenia constància de 616. El tinent va al·legar que es tractava de fugits del camp de Coitadinha, però el govern portuguès el va acusar de traïció i va ser empresonat 60 dies a la Fortalesa de Graça d'Elvas i suspès del seu càrrec. En 1938 va ser readmès en la Guarda Fiscal, i destinat com a comandant de secció a la ciutat de Sines.

## Últims anys
Després de la seva sortida del cos, Seixas es va mantenir com a empresari a Sines, on hi va morir en 1958.

## Reconeixements
La història d'Augusto Seixas va ser desvetllada per l'historiador Francisco Espinosa Maestre en la seva obra La columna de la muerte, donant a conèixer els fets per primera vegada en una obra literària.
A l'abril de 2010, el president de la Junta d'Extremadura, Guillermo Fernández Vara, va inaugurar en la localitat d'Oliva de la Frontera un monument en honor del tinent Seixas en agraïment per l'ajuda prestada als refugiats extremenys en 1936.